# The Ballad Hits
The Ballad Hits — альбом шведского поп-рок дуэта Roxette, выпущенный в октябре 2002 года. В марте 2003 года, за этой пластинкой последовал диск The Pop Hits.

## История альбома
Первоначально альбом планировалось назвать The Love Peas. В Интернете даже успел появиться предполагаемый вариант обложки диска, но чуть позже было замечено, что в Великобритании и некоторых других странах это выражение означает не совсем этически-приличные фармацевтические материалы. Посему, вскоре был предложен вариант The Ballad Hits.
Песни «A Thing About You» и Breathe были записаны специально для этого альбома и только первая вышла на сингле. Первый тираж альбома включает бонусный ЕР с четырьмя треками: «The Weight of the World» (которая также вошла в качестве Би-сайда на сингл «A Thing About You»), «It Hurts», «See Me» и «Every Day». Европейская версия альбома защищена от копирования.
Песня «See Me» ранее выходила на сингле «Salvation» с альбома Have a Nice Day в 1999 году.
В буклете к альбому на каждой странице помимо текстов песен, имеются три изображения, взятые из видеоклипа к песне, список музыкантов принимавших участие в записи, а также комментарии Пера и Мари о том, как песня была написана и как её записывали в студии.
Дизайн обложки альбома, стиль Пера Гессле и Мари Фредрикссон, а также видеоклип на песню «A Thing About You» снял шведский режиссёр Юнас Окерлунд.
В России информационным партнером выхода альбома стало Love Radio. В связи с этим на альбом наклеивался специальный промостикер, а самые первые покупатели пластинки получали в подарок промостикеры с обложкой альбома, большой промоплакат с Пером и Мари, а также промосингл «Real Sugar» с альбома Room Service 2001 года.

## Список композиций
| №                   | Название                   | Длительность |
| ------------------- | -------------------------- | ------------ |
| 1.                  | «A Thing About You»        | 3:51         |
| 2.                  | «It Must Have Been Love»   | 4:19         |
| 3.                  | «Listen to Your Heart»     | 5:14         |
| 4.                  | «Fading Like a Flower»     | 3:54         |
| 5.                  | «Spending My Time»         | 4:39         |
| 6.                  | «Queen of Rain»            | 4:57         |
| 7.                  | «Almost Unreal»            | 3:59         |
| 8.                  | «Crash! Boom! Bang!»       | 4:25         |
| 9.                  | «Vulnerable»               | 5:03         |
| 10.                 | «You Don’t Understand Me»  | 4:28         |
| 11.                 | «Wish I Could Fly»         | 4:40         |
| 12.                 | «Anyone»                   | 4:32         |
| 13.                 | «Salvation»                | 4:38         |
| 14.                 | «Milk and Toast and Honey» | 4:03         |
| 15.                 | «Breathe»                  | 4:34         |
| Общая длительность: | Общая длительность:        | 66:46        |

| №                   | Название                  | Длительность |
| ------------------- | ------------------------- | ------------ |
| 1.                  | «The Weight of the World» | 2:52         |
| 2.                  | «It Hurts»                | 3:54         |
| 3.                  | «See Me»                  | 3:48         |
| 4.                  | «Every Day»               | 3:24         |
| Общая длительность: | Общая длительность:       | 13:58        |

## Синглы
Было изготовлено всего 500 копий промосингла A Thing About You. Трек-лист на нём был такой же, как и на обычном макси-сингле. Обложка редкого промосингла представлена в данной статье.
- A Thing About You
  1. A Thing About You (3:51)
  2. The Weight of the World (2:52)
  3. A Thing About You (video) (3:43) — только на промо и макси-сингле